# 太平府 (広西)

広西省の太平府の位置（1820年）

太平府（たいへいふ）は、中国にかつて存在した府。明代から民国初年にかけて、現在の広西チワン族自治区崇左市一帯に設置された。

## 概要
1369年（洪武2年）、明により太平路が太平府と改められた。太平府は広西省に属し、崇善・陀陵・羅陽の3県と左州・養利州・永康州・上石西州・太平州・思城州・安平州・万承州・茗盈州・全茗州・鎮遠州・竜英州・佶倫州・結安州・都結州・思明州・上下凍州の17州を管轄した。
清のとき、太平府は広西省に属し、崇善県・左州・養利州・永康州・寧明州・明江庁・竜州庁・憑祥庁・太平土州・安平土州・万承土州・茗盈土州・全茗土州・鎮遠土州・竜英土州・佶倫土州・結安土州・都結土州・思陵土州・下石西土州・上下凍土州・土江州・土思州・羅白土県・羅陽土県・上竜土司の2庁4州1県16土州2土県1土司を管轄した。
1913年、中華民国により太平府は廃止された。